# Aurora triunfante
Aurora triunfante (en latín: Triumphant Aurora) es una pintura de Evelyn De Morgan que representa la diosa romana Aurora, que rompe los grilletes de la noche. Aurora se encuentra desnuda en la esquina inferior derecha, cubierta con cuerdas cuidadosamente cubiertas de rosas rosas. Ocupando dos tercios de la pintura, hay tres ángeles de alas rojas con trompetas y túnica de oro. Enfrentada a Aurora, en la esquina inferior izquierda, se encuentra la Noche vestida de negron, agitando su negra túnica. En 1886 la pintura fue exhibida en la Grosvernor Gallery de Londres.
Las flores diseminadas alrededor de Aurora y el pálido resplandor de su cuerpo desnudo se ponen en oposición a los ropajes sombríos de la Noche. La postura frontal y abierta de Aurora se contrapone al anonimato de la Noche, que es apartada del espectador.
La pintura pertenece actualmente al Museo y Galería de Arte Russell-Cotes en Bournemouth. El hijo de Merton Russell-Cotes, Herbert, lo compró para el museo alrededor de 1922 pensando que era un original de Edward Burne-Jones ya que un comerciante sin escrúpulos había pintado sobre la firma con las iniciales de Burne-Jones para obtener un precio más alto.
Según la historiadora de arte Elise Lawtong Smith, la "postura letárgica" de Aurora puede significar su estado de transición entre la noche/materia y la luz/espíritu en la cual pasará del torpor a una nueva energía, anunciada por los tres ángeles que tocan trompetas. Su poder (o "triunfo", como sugiere el título) deriva no de su estatus mitológico, sino de su papel como metáfora espiritualista ".